# Okręgowe rozgrywki w piłce nożnej woj. rzeszowskiego (1962/1963)
Okręgowe rozgrywki w piłce nożnej województwa rzeszowskiego w sezonie 1962/1963.

OZPN Rzeszów

## Klasa A

### Grupa Północ
- Do wyższej klasy ligowej (III liga 1963/1964) awansowały po dwa pierwsze zespoły z obu grup, a do niższej klasy rozgrywkowej (klasa B) zostały zdegradowane po cztery drużyny z obu grup[1][2].